# 25142 Hopf
25142 Hopf este un asteroid din centura principală, descoperit pe 26 septembrie 1998, de Paul Comba.